# Microelectronics and Reliability
Microelectronics and Reliability is een internationaal, aan collegiale toetsing onderworpen wetenschappelijk tijdschrift op het gebied van de natuurkunde. De naam wordt in literatuurverwijzingen meestal afgekort tot Microelectron. Reliab.
Het wordt uitgegeven door Elsevier en verschijnt maandelijks.
Het eerste nummer verscheen in 1964.